# Chiesa di Santa Maria Assunta (Coreglia Antelminelli)

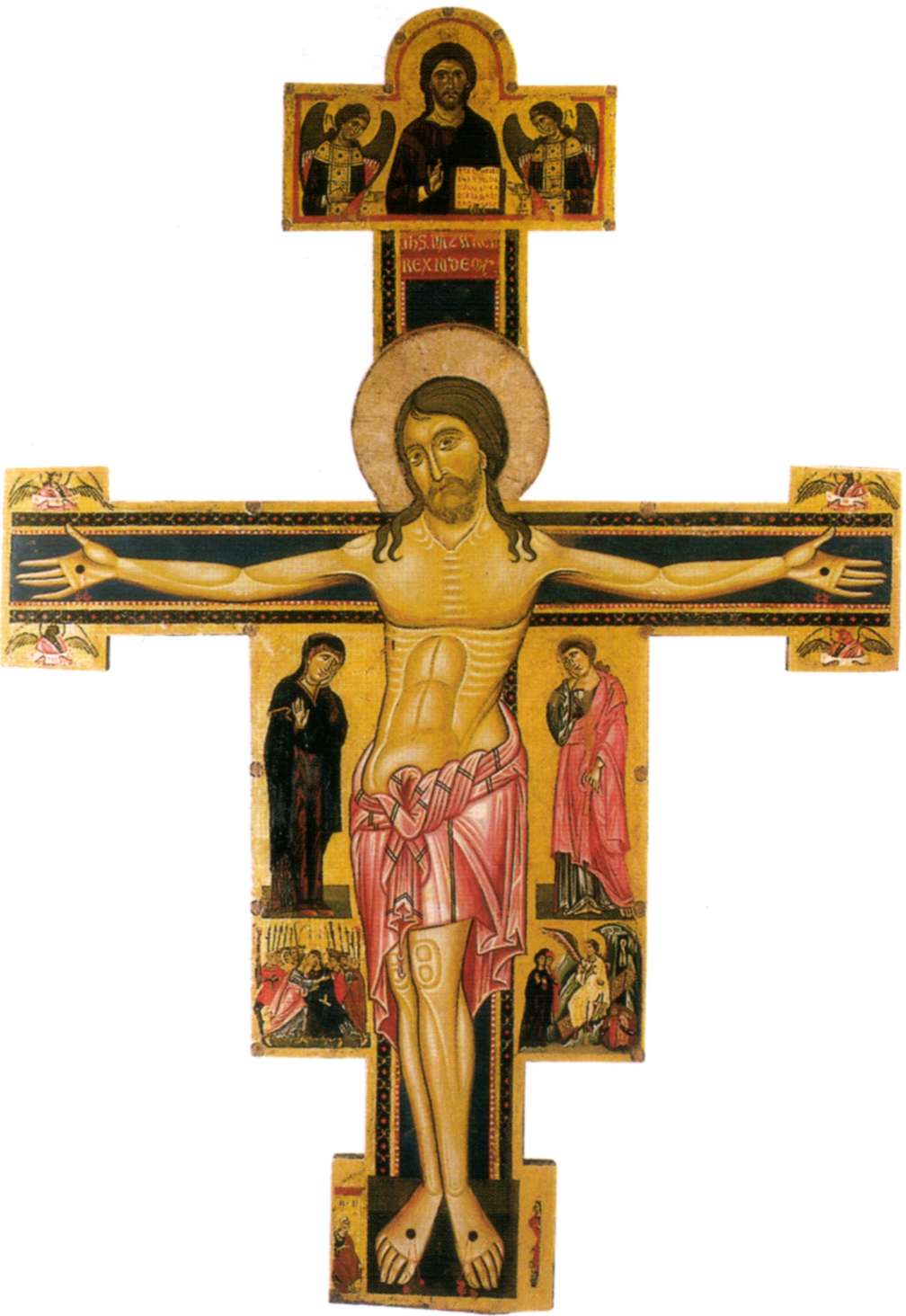
Il Crocifisso di Tereglio

La chiesa di Santa Maria Assunta è un edificio sacro che si trova in località Tereglio a Coreglia Antelminelli.

## Storia e descrizione
Gli elementi decorativi in pietra all'esterno testimoniano l'esistenza già attorno alla metà del Duecento della chiesa, che fra XVI e XVII secolo fu ingrandita e ornata da un soffitto ligneo a cassettoni, in origine dipinto. Si devono a un intervento ottocentesco l'ampliamento della tribuna, l'aggiunta delle due navate laterali e l'attuale facciata in pietra, scandita da quattro lesene.
La chiesa conserva alcune importanti opere d'arte: la Croce dipinta nella quale, ai lati del Cristo raffigurato secondo l’iconografia del Christus triumphans, sono le figure dei Dolenti mentre nel tabellone al di sotto si trovano le scene della Cattura di Cristo e delle Pie donne al sepolcro. Nelle tabelle laterali si vedono i simboli del Tetramorfo, nel suppedaneo è raffigurato il Diniego di Pietro e nella cimasa Cristo giudice fra angeli. La Croce è sempre stata avvicinata alla bottega di Berlinghiero Berlinghieri ma, dopo il restauro degli anni novanta, si è notata nell'opera la partecipazione di un altro pittore, individuato nel Maestro della Croce n. 434, riconoscibile soprattutto nelle storie del tabellone. La Croce è databile tra 1240 e 1250 circa. 
Una Madonna in trono col Bambino, in legno, è opera di una maestranza lucchese attiva fra XIII e XIV secolo. Le figure del l'Annunciata e l'Angelo Annunciante, sempre in legno, sono attribuite a Piero d'Angelo, padre di Jacopo della Quercia, e databili forse al 1399, tipiche dell'intagliatore nella rigidezza della figura, abbastanza conservato nel modellato ma ormai privo quasi del tutto della coloritura originale. 
Gli altari presentano bei paliotti settecenteschi in scagliola firmati da Lorenzo Bonuccelli e datati 1727, in cui vivaci intrecci vegetali formano una cornice intorno all'immagine di Sant'Antonio Abate, San Martino, della Madonna, della Visitazione.
Un bellissimo altare ligneo del 1631 custodisce la Santa Rosalia in adorazione della Madonna col Bambino, di Pietro Paolini.